# Thornhill (Ontario)
Pour les articles homonymes, voir Thornhill.
Thornhill est une ancienne ville de la circonscription électorale fédérale et provinciale du même nom (voir Thornhill (circonscription)). La ville se situe en Ontario au Canada.
La ville est aujourd'hui divisée en deux parties: une partie est sur la ville de Vaughan et l'autre sur celle de Markham.
Au total, l'ancienne ville possèderait aujourd'hui une population de 116 840 sur une superficie de 79 km².

## Personnes connues de Thornhill
- Francis Amyot (1904-1962), céiste, champion olympique en 1936.
- Hayden Christensen - acteur jouant le rôle de Anakin Skywalker dans Star Wars.
- Michael Henrich - joueur des Oilers d'Edmonton dans la Ligue nationale de hockey (LNH) et premier choix du repêchage d'entrée dans la LNH 1998
- Corey Haim - acteur.
- Craig Kielburger - créateur Free The Children, association contre l'exploitation des enfants.
- Gillian Ferrari – a gagné la médaille d'or avec l'Équipe du Canada de hockey sur glace féminin aux Jeux olympiques d'hiver de 2006 à Turin ( Italie).
- Daniel Magder - acteur,
- Dominic Moore - joueur du Lightning de Tampa Bay de la LNH
- Steve Moore - ancien joueur de la LNH ayant joué avec l'Avalanche du Colorado
- Sue Rodriguez- avocate pour le droit d'une mort digne.
- Moxy Früvous - groupe de musique Canadien.
- Dan Shulman- commentateur télé pour ESPN.
- Stu Stone - acteur.
- La famille Bee